# Wacław Niżyński
Wacław Niżyński (polskt uttal: Vatsoaff Nisjinski, efternamnet med ett tonande sj-ljud och betoning på andra stavelsen), i svensk litteratur även Vaslav Nijinsky, Vaslav Nijinskij och Waslav Nijinsky, troligtvis född 12 mars (28 februari enligt g.s.) 1889 i Kiev, som då låg i Kejsardömet Ryssland, död 8 april 1950 i London, var en polsk-rysk balettdansare och koreograf, verksam åren före och under första världskriget.

## Barndom
Wacław Niżyński föddes i Kiev som det andra barnet i en skara på tre till de kringresande polska dansarna Tomasz Niżyński (1862-1912) och Eleonora Niżyńska (flicknamn Bereda, 1856-1931). Föräldrarna var båda utexaminerade vid Warszawas balettakademi och tillhörde Warszawaoperan (Teatr Wielki) i unga år men beslutade sig sedan för att ingå i ett fristående, turnerande danskompani runt om i kejsardömet Ryssland som vid denna tid hade införlivat Polen helt. 
Alla tre syskonen fick tidigt dansundervisning av fadern, men den äldre brodern Stanisław ådrog sig en hjärnskada efter ett fall i unga år och omkom strax efter ryska revolutionen på den vårdinrättning där han vistats länge. Den yngre systern Bronisława Niżyńska kom senare att göra en lysande karriär som dansös, koreograf och danspedagog. Hon avled 1972 i USA.
Fadern lämnade familjen redan 1897 för en annan kvinna som han hade ett barn med. Modern flyttade med de tre syskonen till S:t Petersburg för att de bland annat skulle få en konstnärlig utbildning.

## Verksamhet

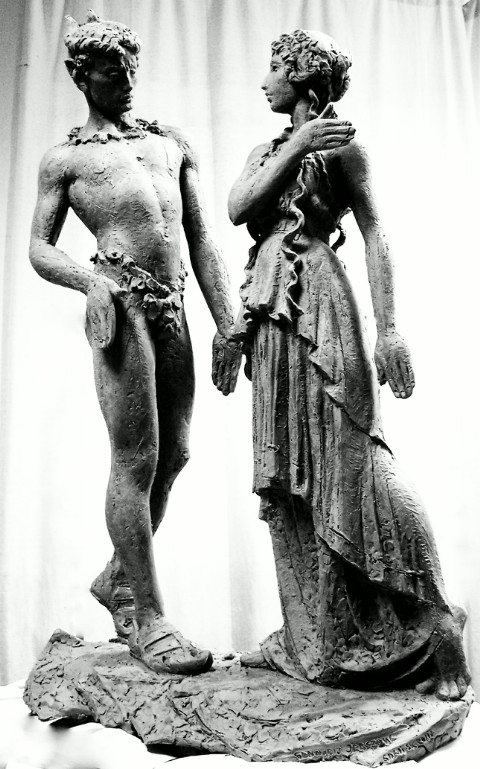
Syskonparet Wacław och Bronisława som bronsskulptur av Giennadij Jerszow (2011).

Fram till 18 års ålder, åren 1898-1907 utbildades Wacław Niżyński vid Mariinskijteaterns kejserliga balettskola i Sankt Petersburg, hans yngre syster Bronisława Niżyńska skulle senare gå samma utbildning. Wacław anställdes därefter som koryfé vid Mariinskijbaletten och ett par år senare, år 1909, tillhörde han de första som engagerades sommartid av impressarion Sergej Djagilev för dennes internationellt turnerande Ballets Russes. 1911 avskedades Niżyński från Mariinskijbaletten på grund av trots mot den kejserliga balettens klädkod. Under en föreställning av Giselle hade han burit alltför tätt åtsittande vita trikåer.
Som dansare uppmärksammades Wacław Niżyński tidigt för sin kraftfulla men likväl graciösa teknik. Han blev också känd för en ovanligt inlevelserik förmåga till rolltolkning, som den förste att gestalta exempelvis Petrusjka. Hans partner i många danser var prima ballerina assoluta Tamara Karsavina.
Wacław Niżyński förnyade även dansen i riktning mot friare uttrycksformer. 23 år gammal gjorde han den nyskapande koreografin till En fauns eftermiddag (1912), efter Stéphane Mallarmés dikt med samma namn och till Claude Debussys preludium för orkester, Prélude à l'après-midi d'un faune. Året därpå ville Igor Stravinskij skylla det dåliga mottagandet av Våroffer på Niżyńskis koreografi.
Avskedad från Ryska baletten och nyligen frisläppt ur en deprimerande husarrest i Budapest, vilken hade orsakats av kriget mellan hustrun Romola de Pulszkys (1891–1978) hemland Österrike-Ungern och Ryska imperiet, satte Wacław Niżyński 1916 upp en egen balett på Metropolitan i New York till det symfoniska verket Till Eulenspiegels lustige Streiche av Richard Strauss. Baletten byggde på den medeltida historien om upptågsmakaren Till Eulenspiegel, vilket också blev balettens namn. Niżyński dansade själv titelrollen.

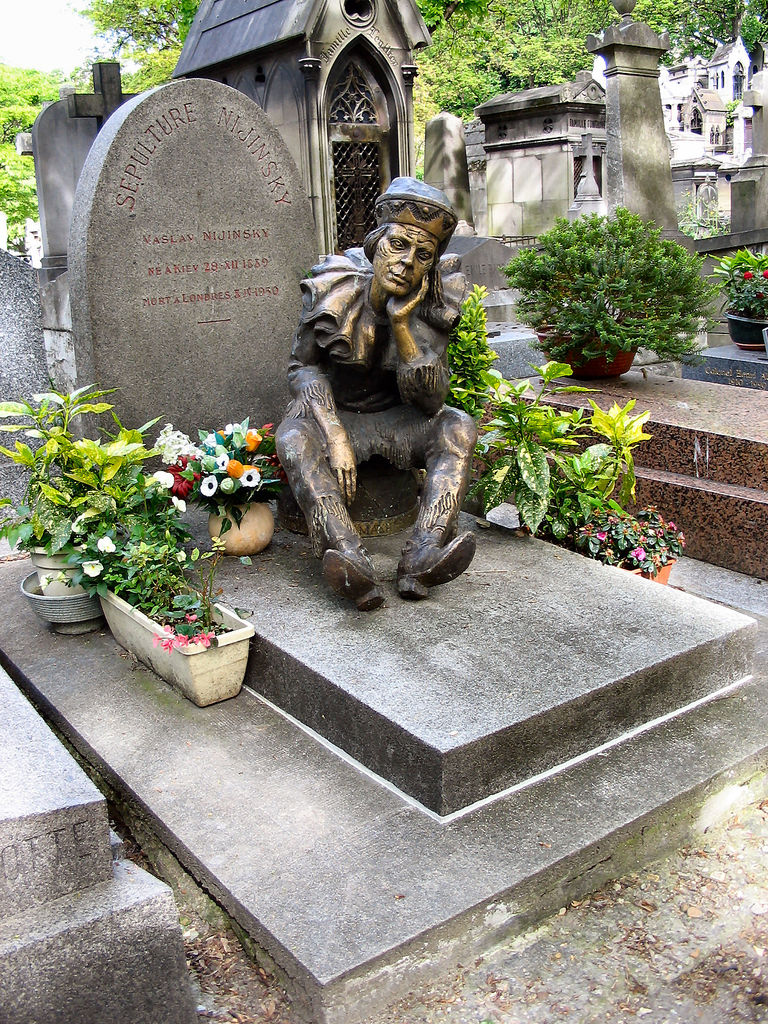
Wacław Niżyńskis grav i Paris med en skulptur av honom som Petrusjka, hans favoritroll.

Hans sista framträdande ägde rum vid en privat bjudning i Sankt Moritz 1919. Under vistelsen i denna alpstad förde han även en drygt sex veckor lång dagbok från den 19 januari till den 4 mars 1919. Den skulle utges i en första reviderad och förkortad översättning till engelska från ryska av hans hustru på 1930-talet och i en fullständig, oförändrad form först på 1990-talet. I mars 1919 fick Wacław Niżyński diagnosen schizofreni av professor Bleuler och tvångsintogs en period på det statliga hospitalet Burghölzli i Zürich. Därefter omhändertogs han periodvis i hemmet och på mindre privata vårdhem under resten av sitt liv. Han avled i London 1950 och begravdes där, men 1953 flyttades hans kvarlevor till Montparnasse-kyrkogården i Paris.

## Verk

### Roller (urval)
- Slaven i Armidas paviljong (1907)
- Poeten i Sylfiderna (1908)
- Albrecht i Giselle (1909)
- Vayu i Talismanen (1910)
- Harlekin i Carnaval (1910)
- Slaven i Scheherazade (1910)
- Rosens ande i Le Spectre de la rose (1911)
- Petrusjka i Petrusjka (1911)
- Daphnis i Daphnis et Chloé (1912)
- Blå guden i Le Dieu bleu (1912)
- Faun i En fauns eftermiddag (1912)
- Tennisspelare i Jeux (1913)
- Till Eulenspiegel i Till Eulenspiegel (1916)

### Koreografier
- En fauns eftermiddag (1912)
- Jeux (1913)
- Våroffer (1913)
- Till Eulenspiegel (1916)

### Utgåvor av dagboken
- The diary of Vaslav Nijinsky (edited and with a preface by Romola Nijinsky) (London: Jonathan Cape, 1936)
  - Vid kanten av ett stup (övers. Mikael Ejdemyr, Poesiförlaget, 1978)
- Cahiers. Version non expurgée de russe par Christian Dumais-Lvowski et Galina Pogojeva (Actes Sud, 1995)
- The diary of Vaslav Nijinsky (unexpurgated edition edited by Joan Acocella, and translated from the Russian by Kyril FitzLyon) (University of Illinois Press, 1999)
- Livet, döden, känslan: tankar och dagböcker (övers. Gunnar Linnæus, Ellerströms förlag, 2002)